# Dunkerque
Dunkerque o Dunquerca (en neerlandès Duinkerke, en flamenc occidental Duunkerke) és una ciutat portuària del nord de França, al departament del Nord i a la regió dels Alts de França.

## Geografia
Situada a 10 km de la frontera amb Bèlgica. Limita a l'oest amb els municipis de Grande-Synthe, Fort-Mardyck i Saint-Pol-sur-Mer, a l'est amb Leffrinckoucke, al sud-oest amb Cappelle-la-Grande, al sud amb Coudekerque-Branche i al sud-est amb Téteghem.

## Toponímia
El nom prové dels mots neerlandesos duin ('duna') i kerk ('església'), ja que la ciutat, centre del Flandes francès, havia estat neerlandòfona, del dialecte flamenc occidental.

## Demografia
La població del municipi era de 70.850 habitants segons el cens de 1999 i s'estimava el 2004 en 71.300. Incloent-hi poblacions properes, la població de tota la seva àrea metropolitana era de 265.974 habitants.
| Evolució de la població |        |        |        |        |        |        |        |        |
| 1793                    | 1800   | 1806   | 1821   | 1831   | 1836   | 1841   | 1846   | 1851   |
| 26 255                  | 21 158 | 24 175 | 23 012 | 24 937 | 23 808 | 27 047 | 27 355 | 29 080 |

| 1856   | 1861   | 1866   | 1872   | 1876   | 1881   | 1886   | 1891   | 1896   |
| ------ | ------ | ------ | ------ | ------ | ------ | ------ | ------ | ------ |
| 29 738 | 32 113 | 33 083 | 34 350 | 35 071 | 37 328 | 38 025 | 39 498 | 39 718 |

| 1901   | 1906   | 1911   | 1921   | 1926   | 1931   | 1936   | 1946   | 1954   |
| ------ | ------ | ------ | ------ | ------ | ------ | ------ | ------ | ------ |
| 38 925 | 38 287 | 38 891 | 34 748 | 32 945 | 31 763 | 31 017 | 10 575 | 21 136 |

| 1962   | 1968   | 1975   | 1982   | 1990   | 1999   | 2006 | 2011 | 2016 |
| ------ | ------ | ------ | ------ | ------ | ------ | ---- | ---- | ---- |
| 27 616 | 27 504 | 73 800 | 73 120 | 70 331 | 70 850 | -    | -    | -    |

| 2019 | - | - | - | - | - | - | - | - |
| ---- | - | - | - | - | - | - | - | - |
| -    | - | - | - | - | - | - | - | - |

## Història

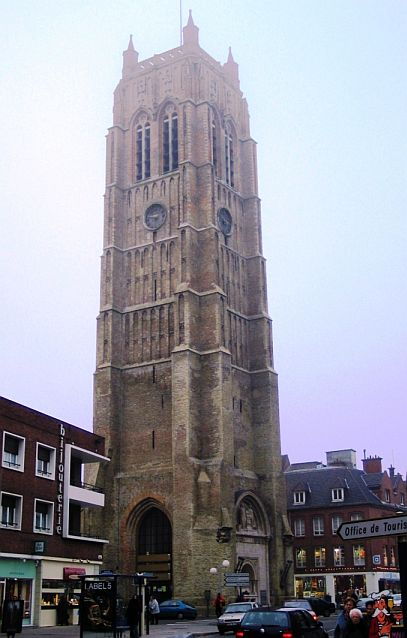
El belfort

Regió molt disputada entre Espanya, Anglaterra, els Països Baixos i França, no fou fins al 17 d'octubre de 1662 quan passà definitivament a sobirania francesa, quan Carles II d'Anglaterra la hi vengué per 40.000 lliures. Durant el regnat de Lluís XIV serví de base per a un gran nombre de pirates, el més famós dels quals fou Jan Bart, conegut per atacar vaixells neerlandesos.
Ja bombardejada durant la Primera Guerra Mundial, la ciutat patí especialment durant la Segona. El 1940 fou escenari de l'evacuació de més de 300.000 soldats francesos i britànics cap a Anglaterra davant de l'avanç alemany.
El 14 de desembre del 2002, el Tricolor, un vaixell noruec destinat al transport de cotxes, xocà amb el Kariba (registrat a les Bahames), i s'enfonsà, cosa que va representar un immens perill per a la navegació al canal de la Mànega. Ja la nit següent el Nicola, vaixell alemany, tocà el nàufrag i hagué de ser remolcat per alliberar-se'n. L'1 de gener del 2003 el vaixell sota bandera turca Vicky embarrancà amb les restes del Tricolor, però pogué marxar en pujar la marea.

## Economia

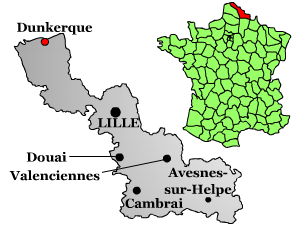
Localització de Dunkerque

Dunkerque és el tercer port més gran de França després de Le Havre i Marsella. Hi tenen també importància les indústries metal·lúrgica, alimentària, petroquímica i naval.
Dunkerque és, a més, un important nus de comunicacions, amb enllaços per TGV amb Lilla i París (a més de trens TER per la rodalia), per autopista amb Flandes i Calais i per ferri amb Ramsgate i Dover, a Anglaterra.

## Administració
| Període   | Identitat          | Partit        |
| --------- | ------------------ | ------------- |
| 1884-1894 | Gustave Lemaire    |               |
| 1894-1908 | Alfred Dumont      |               |
| 1908-1925 | Henri Terquem      |               |
| 1925-1939 | Charles Valentin   | SFIO          |
| 1939-1942 | Auguste Waeteraere |               |
| 1942-1945 | Paul-André Verley  |               |
| 1945-1953 | Gustave Robelet    |               |
| 1953-1965 | Paul-André Asseman | Divers droite |
| 1965-1989 | Claude Prouvoyeur  | RPR           |
| 1989-2014 | Michel Delebarre   | PS            |
| 2014-     | Patrice Vergriete  |               |

## Personatges il·lustres
- Michel de Swaen, dramaturg flamenc.
- Jean-Baptiste Descamps, pintor i escriptor.
- Henriette Méric-Lalande, (1798-1867) soprano dramàtica.

## Agermanaments
- Krefeld (Rin del Nord-Westfàlia)
- Middlesbrough